# Eickener Straße 44 (Mönchengladbach)

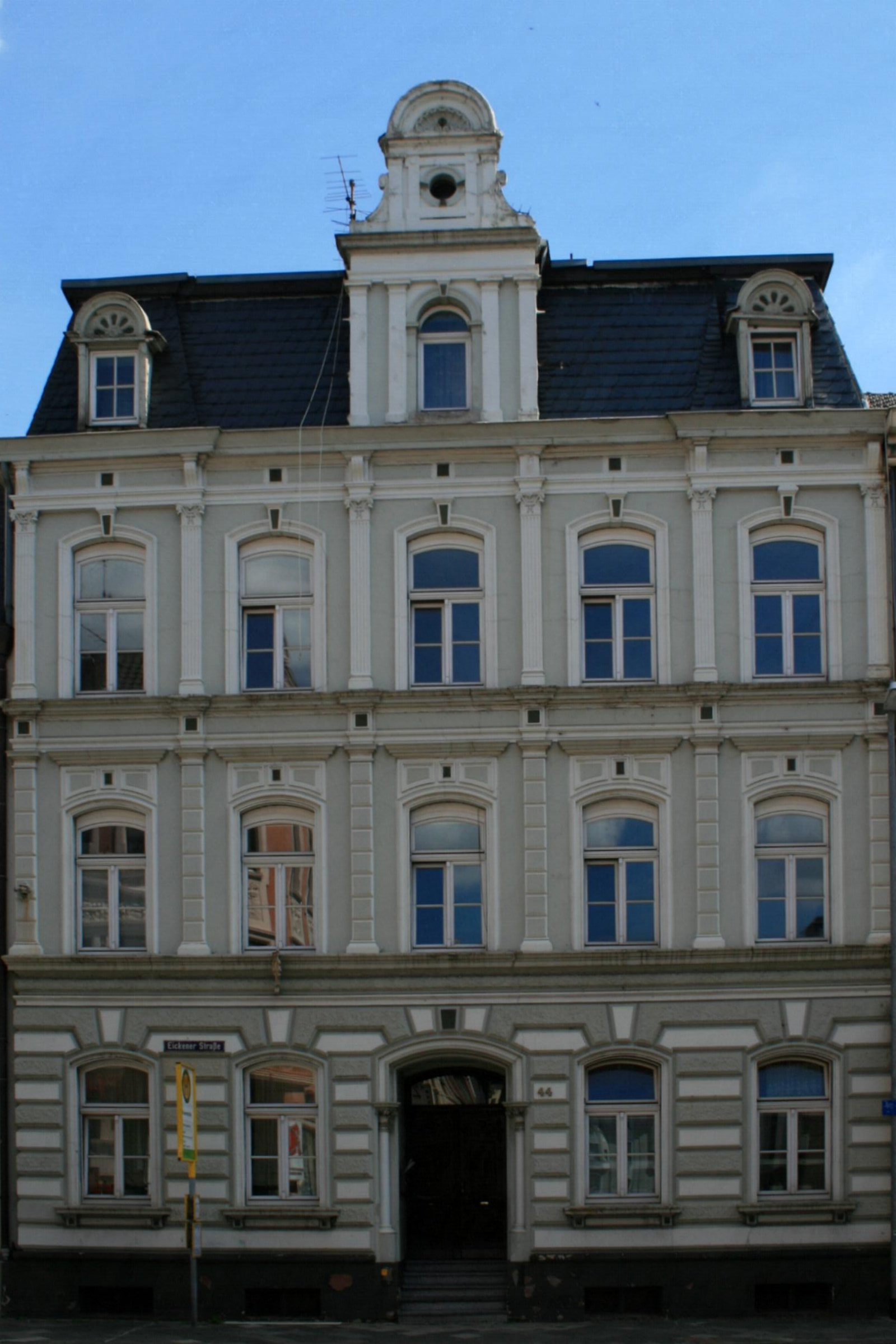
Wohnhaus (2010)

Das Wohnhaus Eickener Straße 44  steht im Stadtteil Eicken in Mönchengladbach (Nordrhein-Westfalen).
Das Haus wurde am Ende des 19. Jahrhunderts erbaut. Es ist unter Nr. E 002 am 4. Dezember 1984 in die Denkmalliste der Stadt Mönchengladbach eingetragen worden.

## Architektur
Das Objekt Haus Nr. 44 bildet mit den Häusern Nr. 38, 40, 42 und 44a eine teilweise noch erhaltene Baugruppe. Das dreigeschossige Mehrfamilienhaus wurde Ende des 19. Jahrhunderts errichtet und ist mit einem Mansarddach bekrönt. Die Dachverschieferung ist original erhalten mit sechseckig geschlagenen Platten.